# Oscil·lador electrònic

Oscil·lador LC amb acoblament creuat i sortida a dalt

Un oscil·lador electrònic és un circuit electrònic que produeix un senyal electrònic repetitiu, sovint una ona sinusoidal o una ona quadrada. L'oscil·lació, entre d'altres és a la base de la generació de só en la veu humana o en instruments de música. L'oscil·lació elèctrica o electrònica té un paper crucial en la generació del só dels electròfons així com en l'enregistrament i la reproducció del só. Altres aplicacions són els circuits de rellotges electrònics, circuits de modulació i qualsevol aplicació on és menester un senyal periòdic.
Un oscil·lador de baixa freqüència (en l'argot anglès low frequency oscillator o LFO ) és un oscil·lador electrònic que engendra una forma d'ona de corrent altern (CA) entre 0,1 Hz i 10 Hz.
Hi ha oscil·ladors harmònics i l'oscil·ladors de relaxació.

## Paràmetres
Els paràmetres tècnics per a triar un oscil·lador són la freqüència, l'estabilitat de freqüencia, fluctuacions i soroll de fase, el format del senyal de sortida, la tensió d'alimentació, el corrent de subministrament en microamperes (µA) o milliamperes (mA), temperatura de funcionament així com les dimensions i matèria del paquet. També es pot avaluar la interferència electromagnètica, el temps d'inici, l'envelliment i molts altres.

## Oscil·lador harmònic
L'oscil·lador harmònic produeix una ona sinusoidal a la sortida. La forma bàsica d'un oscil·lador harmònic és un amplificador electrònic. Té una sortida connectada a un filtre electrònic de banda estreta, la sortida del filtre és connectada al seu torn a l'entrada de l'amplificador. Quan s'encén l'amplificador, no hi ha més entrada que el soroll electrònic. El soroll alimenta l'amplificador, la sortida és filtrada i reaplicada a l'entrada, fins que fenòmens no-lineals impedeixen que la realimentació continuï fins a l'infinit. Hi ha molts oscil·ladors harmònics, per les maneres diferents d'amplificar i filtrar el só. Cadascú té avantatges i desavantatges.

### Oscil·lador LC
Els oscil·ladors LC són més senzills, i variant la capacitància o la inductància d'alguns components és possible obtenir oscil·ladors variables. No obstant això, la construcció mecànica és delicada. Més enllà dels 15 MHz són prou inestables: la freqüència deriva. El Vackars molt estable però li cal alguns components cars o difícils d'obtenir. El Seiler i el Clapper són millors del Colpitts.
Els oscil·ladors Hartley, tenen un contingut d'harmònics molt ric, el que obliga a filtrar acuradament el senyal per eliminar aquests harmònics. L'oscil·lador Colpitts, del nom del seu inventor Edwin Colpitts, es distingeix per retroalimentar el dispositiu actiu amb un divisor de tensió format per dos condensadors en sèrie a través de l'inductor. L'oscil·lador Clapp, desenvolupat el 1948 per James K. Clapp és un Colpitts millorat. Dona una estabilitat de freqüència però és sensible a fluctuacions de temperatura i és de construcció més complexa.

### Oscil·lador Pierce
Els oscil·ladors Pierce fan servir un cristall de quars piezo-elèctric o un component ceràmic. Els de quars, quan són en ressonància donen al circuit una gran estabilitat en freqüència, però exactament per aquest motiu és difícil variar la freqüència variable: les excursions de freqüència són limitades. L'oscil·lador Pierce que fa servir un component ceràmic té excursions de freqüència una mica més importants, però això a costa de l'estabilitat en freqüència. També són més sensibles a la temperatura.

### Oscil·ladors per freqüència sintetitzada
Els oscil·ladors per freqüència sintetitzada, coma ara els oscil·ladors de circuit resistor-capacitor són produïts per circuits integrats especials. Són cars i difícils de soldar, el que en limita l'ús en els projectes d'amateurs. Per a codificar una freqüència fa menester un microprocessador per controlar-lo, el que en complica el disseny. Finalment, aquests sintetitzadors de freqüència solen introduir un molest soroll de fase.